# James Spicer
James Wilton (Jim) Spicer (ur. 4 października 1925 w Burton-on-Trent, zm. 21 marca 2015) – brytyjski polityk, rolnik i wojskowy, w latach 1974–1997 członek Izby Gmin, poseł do Parlamentu Europejskiego I kadencji.

## Życiorys
Syn Jamesa i Florence. W młodości trenował szermierkę i pięciobój, w 1943 ukończył The Latymer School. Od 1940 zaangażowany w działalność obronną m.in. jako posłaniec, dołączył do Home Guard, a następnie British Army. Do końca II wojny światowej służył w Europie Północno-Wschodniej, m.in. jako dowódca plutonu podczas ofensywy w Ardenach. Następnie stacjonował w Niemczech, Egipcie, Kenii i Cyprze, w 1956 uczestniczył w nieudanej operacji Muszkieter w ramach wojny sueskiej. W 1957 odszedł ze służby w stopniu majora, następnie wraz z żoną rozpoczął prowadzenie gospodarstwa rolnego w Beaminster.
W 1971 kandydował do Izby Gmin z poparciem Partii Konserwatywnej, zasiadał w tym gremium od 1974 do 1997. W latach 70. kierował organizacjami Conservative Political Centre i Conservative Europe Group. Od 1975 oddelegowany do Parlamentu Europejskiego, w 1979 wybrany w wyborach bezpośrednich. Przystąpił do frakcji Europejscy Demokraci, pełnił też funkcję głównego whipa swojej partii w Europarlamencie.
W 1984 nie kandydował ponownie, wkrótce później objął funkcję wiceprzewodniczącego torysów i kierownika partyjnego biura międzynarodowego. W 1992 został pierwszym prezesem organizacji Westminster Foundation for Democracy, zajmującej się wspieraniem procesów demokratycznych.

## Życie prywatne
Od 1954 był żonaty z Winifred Shanks (zm. 2010), mieli dwie córki. W 1978 założył siłownię działającą w ramach Izby Gmin.

## Odznaczenia
W 1988 odznaczony Odznaką Rycerza Kawalera.